# Roberto Pérez (pallavolista)
Roberto Pérez Vargas (28 aprile 1995) è un pallavolista portoricano, schiacciatore dei Gigantes de Adjuntas.

## Carriera

### Club
La carriera di Roberto Pérez inizia a livello giovanile nella squadra della Bayamón MA. In seguito gioca negli Stati Uniti d'America, dove si trasferisce per motivi di studio, partecipando alla NCAA Division I dal 2014 al 2016 con lo Erskine.
Nella stagione 2016-17 fa il suo esordio da professionista nella Liga de Voleibol Superior Masculino coi Patriotas de San Juan; al termine degli impegni in patria firma col club libico dell'Alittihad Misurata per il Campionato arabo per club 2017. Nella stagione seguente torna a Porto Rico, difendendo questa volta i colori dei Mets de Guaynabo.
Dopo un lungo periodo di inattività, torna in campo per disputare la Liga de Voleibol Superior Masculino 2022 coi Caribes de San Sebastián. In seguito partecipa brevemente alla NVA 2023 coi Puerto Rico Pythons e poi rientra in patria per disputare la Liga de Voleibol Superior Masculino 2023 coi Gigantes de Adjuntas.

### Nazionale
Con la nazionale portoricana Under-21 partecipa al campionato nordamericano 2014.